# Митьо Крика
Димитър Ходжев, по-известен като Митьо Крика, е български културист.
Има висше образование, завършил е магистратура по спорт в Националната спортна академия.
Участвал е в състезанията Strong Man. Най-големият му успех е 3-то място на световното първенство. Работи като фитнес инструктор. Участник е в четвъртия сезон на предаването Survivor.